# Zoltán Jókay
Zoltán Jókay (* 1960 in München) ist ein in Deutschland, Eichenau lebender und arbeitender Fotograf.

## Leben
Der 1960 in München als Sohn ungarischer Flüchtlinge geborene Zoltán Jókay studierte Kommunikationsdesign mit Schwerpunkt Fotografie. Für den Lebensunterhalt arbeitet er in Teilzeit als Demenzbetreuer in einem Alters- und Pflegeheim. Seit mehr als 25 Jahren setzt sich Zoltán Jókay mit den Möglichkeiten und Grenzen zwischenmenschlicher Nähe auseinander.

## Preise
- 2012 Shortlisted for the European Publisher Award
- 2011 Scholarship by the Stiftung Kunstfonds
- 2011 International Photography Award Emergentes DST
- 1999 Prize for Photography of the city of Munich (cat.)
- 1995 Aenne Biermann prize for Contemporary German Photography
- 1994 Art Promotion Grant of the City of Munich
- 1990 Scholarship for Contemporary German Photography of the Alfried Krupp von Bohlen und Halbach-Stiftung

## Artist in residencies
- 2017 “Artist in residence” Valparaiso, Chile, grant by the FIFV and the Goethe-Institut
- 2009 „Artist in residence“ La Paz, grant by the Goethe-Institut
- 2003 „Artist in residence“ Rottweil, Fremde Heimat –five artists from five continents (cat.)
- 2002 „Artist in residence“ Budapest, grant by the city of Munich
- 2000 „Artist in residence“ Ravensburg (cat.)
- 1995 “Artist in residence” Fotofeis, Edinburgh

## Ausstellungen
Einzelausstellungen
- 2018 Projektraum Fotografie Dortmund
- 2013 Sprengel Museum Hannover
- 2012 Galerie Sabine Schmidt, Cologne
- 2006 Münsterlandmuseum Burg Vischering
- 2006 Goethe-Institut Riga
- 2005 Goethe-Institut, Budapest, Hungary
- 2004 Sprengel Museum Hannover
- 2001 Städtische Galerie Ravensburg (cat.)
- 2000 Galerie Bodo Niemann, Berlin
- 1994 Fotomuseum im Münchner Stadtmuseum, Munich

Gruppenausstellungen (Auswahl)
- 2013 The Look Behind, Märkisches Museum Witten
- 2012 Photo Phnom Penh
- 2010 Dong Gang International Photo Festival, South Korea(cat.)
- 2010 Si Fest 2010 “Global Photography/ True Stories” Savignano, Italy(cat.)
- 2010 Süsser Vogel Jugend, Pinakothek der Moderne, München
- 2005 Galerie Sabine Knust, Munich (with Frauke Eigen)
- 2003 Stipendiaten heute-20 Jahre Förderpreise der Alfried Krupp von Bohlen und Halbach –Stiftung, Museum Folkwang, Essen (cat.)
- 2003 Der fotografierte Mensch in Bildern, Museum Folkwang, Essen (cat.)
- 2003 Ein Blick in Privatsammlungen zeitgenössischer Fotografie, Museum Folkwang, Essen (cat.)
- 2003 Un autre regard – portraits allemands. Ves Recontres de la Photographique Africaine, Bamako, Mali (cat.)
- 2003 Fremde Heimat- five artists from five continents/my contribution:video collage questioning people about their definition of “homeland”
- 2002 Erwerbungen, Museum Folkwang, Essen
- 2000 Heimat Kunst, Haus der Kulturen der Welt, Berlin (cat.)
- 2000 Kinder des 20. Jahrhunderts, Galerie der Stadt Aschaffenburg, Mittelrhein-Museum Koblenz (cat.)
- 1999/2000 Ich und die Anderen: Fotografie und Videoarbeiten, Ursula Blickle Stiftung, Kraichtal; Münchener Stadtmuseum, Munich (cat.)
- 1999 Espace Photographique Contretype, Brussels
- 1998 Streetlevel Gallery, Glasgow
- 1997 Fotografie als Geste, Staatliches Museum Schwerin (cat.)
- 1996 Galerie Lichtblick, Cologne (with Andreas Mader)
- 1995 Fotofeis, Edinburgh (cat.)
- 1995 Aenne-Biermann-Preis für deutsche Gegenwartsfotografie, Gera (cat.)
- 1993 Stipendiaten der Alfried Krupp von Bohlen und Halbach-Stiftung, Essen (cat.)
- 1989 Erster Deutscher Photopreis, Stuttgart (cat.)

## Ankäufe für öffentliche Sammlungen
- Museum Folkwang, Essen
- Pinakothek der Moderne, München
- Sprengel Museum, Hannover
- Stedelijk Museum, Amsterdam
- Stadtmuseum, München

## Bibliographie
Monographien:
- 2001 „Zoltán Jókay - der, die, das“, Texte von Thomas Knubben und Claudio Hils, Städtische Galerie Altes Theater, Ravensburg
- 2004 „Zoltán Jókay – Portraits 1989–2003“, Text von Inka Schube, Sprengel Museum Hannover
- Textbeitrag für Sibylle Fendts Monographie: Gärtners Reise, Kehrer Verlag, 2012

Kataloge:
- 1995 „Artist in residence“, Fotofeis, Edinburgh
- 1995 „Aenne-Biermann-Preis für deutsche Gegenwartsfotografie“, Gera
- 1997 „Fotografie als Geste - Positionen zeitgenössischer Fotografie“, Kunstsammlungen, Staatliches Museum Schwerin
- 1999 „Ich und die anderen - Positionen zeitgenössischer Fotografie aus Europa“, Ursula Blickle Stiftung, Kraichtal; Münchner Stadtmuseum, München; Nikolaj - Copenhagen Contemporary Art Center, Kopenhagen
- 1999 „Förderpreis für Fotografie der Stadt München“, München
- 2000 „Kinder des 20. Jahrhunderts“, Städtische Galerie Jesuitenkirche, Aschaffenburg; Mittelrhein-Museum, Koblenz (Katalog)
- 2000 „Heimat Kunst“, Haus der Kulturen der Welt, Berlin
- 2003 Contemporary Art Centre, Vilnius; Kunsthalle Arsenals, Riga
- 2003 „Artist in residence“ Rottweil, Fremde Heimat –five artists from five continents
- 2010 Si Fest 2010 “Global Photography/ True Stories”[2] Savignano sul Rubicone, Italien
- 2010 Dong Gang International Photo Festival, South Korea